# Rudolf Hautmann (senior)
Rudolf Hautmann (* 20. Jänner 1907 in Wien; † 15. März 1970 ebenda) war der Leiter des 1945 in Wien gegründeten Polizeilichen Hilfsdienstes.

## Leben und Wirken
Rudolf Hautmann, ein gelernter Schlosser, trat 1926 der KPÖ bei und war in der Ära des Austrofaschismus sowie während der NS-Zeit in Österreich im Widerstand tätig. Am 10. April 1945, unmittelbar nach der Einnahme des 11. Wiener Gemeindebezirks Simmering durch die Rote Armee während der Schlacht um Wien, übernahm er dort die Wirtschafts- und Ernährungsagenden und bewährte sich in dieser Funktion.
Am 17. April 1945 wurde Hautmann vom sowjetischen Stadtkommandanten Generalleutnant Blagodatow zum Polizeichef von Wien ernannt. Er übernahm damit die Leitung des „Polizeilichen Hilfsdienstes für die Kommandantur der Stadt Wien“, der, rechtlich gesehen, der sowjetischen Kommandantur unterstand. Seine Angehörigen waren ursprünglich von lokalen Kommandanten der einrückenden sowjetischen Truppen eingesetzt worden. Der Polizeiliche Hilfsdienst begann, noch bevor die Provisorische Regierung im Verbotsgesetz 1947 die Erfassung der Mitglieder der NSDAP und insbesondere der „Illegalen“ verfügte, mit der Erstellung von Listen und ersten Verhaftungen.
Es gilt als Hautmanns Verdienst, dem Polizeilichen Hilfsdienst eine einheitliche Struktur gegeben und mit ihm einen einigermaßen funktionierenden Polizeiapparat geschaffen zu haben. Anlässlich der am 13. Juni 1945 erfolgten Wiedererrichtung der Bundespolizeidirektion Wien wurden 6.800 der 7.200 Hilfspolizisten übernommen. Hautmann war im Dezember 1946 von Innenminister Oskar Helmer zum Polizeirat ernannt, bis 1954 Leiter der Abteilung III (administrativpolizeiliche Abteilung) der Bundespolizeidirektion Wien, anschließend bis 1970 im höheren Polizeidienst tätig. 1954 stand er als Präsident der Kulturvereinigung der Polizeibediensteten vor und war 1954/55 Stadthauptmann von Favoriten. Danach war er beim Passamt und Verkehrsamt und leitete ab 1956 für zehn Jahre das Büro zur Bekämpfung der Geschlechtskrankheiten und des Mädchenhandels. Er wechselte 1966 zum Fahndungsamt. Die, nicht zuletzt auch mit seiner Person verbundene, anfänglich starke Präsenz von Angehörigen der KPÖ innerhalb des Wiener Polizeiapparats wurde ab 1947 und nach dem Abzug der Besatzungsmächte 1955 durch Polizeipräsident Josef Holaubek zurückgedrängt.
Hautmann war Gründer des Österreichischen Volleyballverbands, dem er als Präsident von 1953 bis 1968 vorstand, Mitglied des Österreichischen Olympischen Comités und des Bundessportfachrates. In der Polizeisportvereinigung Wien bekleidete er mehrere Jahre die Funktion des Vizepräsidenten, in der Kulturvereinigung der Polizeibediensteten ab 1954 die des Präsidenten. In der Österreichisch-Sowjetischen Gesellschaft leitete er die Sportsektion. 1969 erhielt er das Goldene Verdienstzeichen der Republik Österreich.
Rudolf Hautmann ist der Vater des Architekten Rudolf Hautmann (junior) und des Historikers Hans Hautmann sowie Schwiegervater der Architektin Klara Hautmann-Kiss.
Rudolf Hautmann (senior), Klara Hautmann-Kiss und weitere Angehörige sind im Familiengrab im Urnenhain der Feuerhalle Simmering (Abteilung 7, Ring 3, Gruppe 1, Nr. 99) bestattet.

## Publikationen
- Hans Hautmann: Der Wiederaufbau der Wiener Polizei im Jahre 1945. In: Weg und Ziel. Heft 4, 1975.
- Hans Hautmann: Der Polizeiliche Hilfsdienst für die Kommandantur der Stadt Wien im Jahr 1945. In: Die Alfred Klahr Gesellschaft und ihr Archiv. Alfred-Klahr-Gesellschaft, Wien 2000, ISBN 3-9501204-0-8, S. 277f. (Quellen & Studien).
- Hans Hautmann: Kommunisten und Kommunistinnen in der Wiener Polizei. In: Alfred Klahr Gesellschaft. Mitteilungen. Nr. 2, Juni 2012.
- Hans Hautmann: Die Kulturvereinigung der Polizeibediensteten. In: Alfred Klahr Gesellschaft. Mitteilungen. Nr. 4, Dezember 2012.